# Emmanuelle Charpentier
Emmanuelle Marie Charpentier (Juvisy-sur-Orge, 11 december 1968) is een Franse microbioloog en geneticus. Ze ontwikkelde samen met de Amerikaanse scheikundige Jennifer Doudna de zogenoemde CRISPR-Cas9 methode om stukjes DNA in het menselijk genoom te wijzigen. Dit leverde hen in 2020 de Nobelprijs voor Scheikunde op.
Ze werkt aan het Max Planck Instituut (Berlijn). Ook is ze lid van de Franse Académie des sciences en de Académie des technologies.

## Biografie
Charpentier groeide op in de buurt van Parijs. Ze studeerde biochemie, microbiologie en genetica aan de Pierre en Marie Curie universiteit (later onderdeel van de Sorbonne) waar ze in 1992 een graad (licence) behaalde in de biochemie. Haar promotiestudie voerde ze uit aan het Pasteur-instituut. In 1995 promoveerde ze onder Patrice Courvalin in de microbiologie op een onderzoek naar de moleculaire mechanismes omtrent antibiotica-resistentie in Listeria spp.
Tot het volgende jaar bleef ze werkzaam bij het Pasteur-instituut als postdoctoraal onderzoeker. Ze vervolgde haar postdoctorale studie aan de Rockefeller-universiteit in New York. Gedurende deze periode werkte ze in het laboratorium van microbioloog Elaine Tuomanen. Na een periode als onderzoekswetenschapper aan het New York University Medical Center te hebben gewerkt, werd ze onderzoeksmedewerker bij het St. Jude's Children Research Hospital in Memphis en vervolgens bij het Skirball Institute of Biomolecular Medicine in New York.
In 2002 keerde Charpentier terug naar Europa, waar ze een aanstelling verkreeg aan het Max F. Perutz laboratorium van de Universiteit van Wenen, eerst als gasthoogleraar, vanaf 2004 als universitair docent en na haar habilitatie in 2006 als universitair hoofddocent. In 2009 ging ze naar de Universiteit van Umeå in Zweden, waar ze een eigen Laboratory for Molecular Infection Medicine Sweden (MIMS) mocht inrichten. Ze was er groepsleider van 2008 tot 2013 en gasthoogleraar van 2014 tot 2017. Van 2013 tot 2015 was Charpentier hoogleraar aan de Medische Universiteit van Hannover en leidde ze de afdeling Regulation in Infection Biology van het Helmholtz-Zentrum für Infektionsforschung, Braunschweig. In 2014 ontving ze een Alexander von Humboldt-hoogleraarschap aan de Medische Hogeschool van Hannover.  
In 2015 accepteerde Charpentier een aanbod van het Duitse Max Planck Genootschap om wetenschapper van deze organisatie te worden en directeur van het Max-Planck-Institut für Infektionsbiologie. Daarnaast is ze erehoogleraar aan de Humboldtuniversiteit te Berlijn.

## Werk
Charpentier wordt beschouwd als een innovatieve onderzoekster op het gebied van regulatiemechanismen op basis van infectieprocessen en immuniteit van pathogene bacteriën. In het lab van Tuomanen onderzocht ze hoe de ziekteverwekker pneumokok (Streptococcus pneumoniae) mobiele genetische elementen gebruikt om het genoom te veranderen. Ook hielp ze mee aantonen hoe pneumokokken resistentie tegen vancomycine ontwikkelt. 
In Wenen ontdekte ze dat een regulerend RNA-molecuul de virulentiefactoren in de Streptococcus pyogenes-bacterie controleert. Met de hulp van moleculair microbioloog Jörg Vogel van het Max Planck Institute for Infection Biology in Berlijn, identificeerde Charpentier kleine nieuwe RNA's in het S. pyogenes-genoom. Ze begon het CRISPR-systeem van de bacterie te onderzoeken, dat het organisme gebruikt om zichzelf te beschermen tegen virussen. Ze ontdekte dat het CRISPR-systeem van S. pyogenes uit drie componenten bestaat: tracrRNA (trans-activerend CRISPR-RNA), CRISPR-RNA en Cas9-eiwit, wat een veel eenvoudigere organisatie bleek te zijn dan ze had verwacht.
Met de hulp van Elitza Deltcheva, een afgestudeerde student van Charpentier in Wenen, liet Charpentier zien hoe het CRISPR-systeem op specifieke locaties in het genoom DNA kon knippen en wijzigen. In het bijzonder leverde Deltcheva bewijs dat tracrRNA en CRISPR-RNA een interactie aangaan om Cas9 naar specifieke DNA-sequenties te leiden. Charpentier, Vogel en Deltcheva rapporteerden hun ontdekkingen in 2010. Het jaar daarop ontmoette Charpentier op conferentie van de American Society die Microbiology in Puerto Rico de Amerikaans scheikundige Jennifer Doudna. De twee onderzoekers gingen snel aan de slag met een samenwerking die resulteerde in hun ontdekking in 2012 van het mechanisme waarmee Cas9 DNA splitst. Het systeem werd vervolgens met groot succes toegepast om specifieke sequenties in de genomen van verschillende organismen te targeten en te modificeren.

### Onderscheidingen en prijzen
Charpentier werd bekroond met tal van onderscheidingen en prijzen, waaronder de Canada Gairdner International Award (2016), de Japanprijs (2017), de Kavli Prize in Nanoscience (2018) en de Wolfprijs voor geneeskunde (2020). Ze is lid van de Koninklijke Zweedse Academie voor Wetenschappen (2015) en de European Academy of Sciences and Arts (2018). Sinds 2015 was ze een van de favorieten voor een Nobelprijs voor Scheikunde vanwege het hoge aantal citaten. In 2020 kreeg ze, samen met Doudna, deze prijs "voor de ontwikkeling van een methode van genoombewerking". Ook wonnen ze in 2018 de Kavli-prijs voor "hun pionierswerk waarvan de hele mensheid de vruchten zal plukken". 
In 2016 kreeg Charpentier de L'Oréal-Unescoprijs voor vrouwen in de wetenschap voor haar ontdekking, samen met Jennifer Doudna, van een revolutionair moleculair mechanisme om het menselijke genoom te herschrijven. In 2020 werd haar voor dezelfde ontdekking de Nobelprijs voor de Scheikunde toegekend, ook deze prijs deelt ze met Doudna.
- Bibliothèque nationale de France: cb17842790j (data)
- Gemeinsame Normdatei: 113951301X
- International Standard Name Identifier: 0000 0004 5390 7343
- Library of Congress Control Number: n2015189283
- Nationale Bibliotheek van Tsjechië: ntk20201096835
- ORCID: 0000-0002-0254-0778
- Système universitaire de documentation: 137742738
- Virtual International Authority File: 107144782974607052156
- WorldCat: E39PBJhCFMhpBxvtMc4KWMV9jC

1901: Van 't Hoff ·
1902: E. Fischer ·
1903: Arrhenius ·
1904: Ramsay ·
1905: Baeyer ·
1906: Moissan ·
1907: Buchner ·
1908: Rutherford ·
1909: Ostwald ·
1910: Wallach ·
1911: Curie ·
1912: Grignard, Sabatier ·
1913: Werner ·
1914: Richards ·
1915: Willstätter ·
1918: Haber ·
1920: Nernst ·
1921: Soddy ·
1922: Aston ·
1923: Pregl ·
1925: Zsigmondy ·
1926: Svedberg ·
1927: Wieland ·
1928: Windaus ·
1929: Harden, Euler-Chelpin ·
1930: H. Fischer · 
1931: Bosch, Bergius ·
1932: Langmuir ·
1934: Urey ·
1935: F. Joliot-Curie, I. Joliot-Curie ·
1936: Debye ·
1937: Haworth, Karrer ·
1938: Kuhn ·
1939: Butenandt, Ružička ·
1943: Hevesy · 
1944: Hahn ·
1945: Virtanen ·
1946: Sumner, Northrop, Stanley ·
1947: Robinson · 
1948: Tiselius · 
1949: Giauque ·
1950: Diels, Alder ·
1951: McMillan, Seaborg ·
1952: Martin, Synge ·
1953: Staudinger ·
1954: Pauling ·
1955: Vigneaud ·
1956: Hinshelwood, Semjonov ·
1957: Todd ·
1958: Sanger ·
1959: Heyrovský ·
1960: Libby ·
1961: Calvin ·
1962: Perutz, Kendrew ·
1963: Ziegler, Natta ·
1964: Hodgkin ·
1965: Woodward ·
1966: Mulliken ·
1967: Eigen, Norrish, Porter ·
1968: Onsager ·
1969: Barton, Hassel ·
1970: Leloir ·
1971: Herzberg ·
1972: Anfinsen, Moore, Stein · 
1973: E.O. Fischer, Wilkinson · 
1974: Flory ·
1975: Cornforth, Prelog ·
1976: Lipscomb ·
1977: Prigogine · 
1978: Mitchell ·
1979: Brown, Wittig ·
1980: Berg, Gilbert, Sanger ·
1981: Fukui, Hoffmann ·
1982: Klug ·
1983: Taube ·
1984: Merrifield ·
1985: Hauptman, Karle ·
1986: Herschbach, Lee, Polanyi ·
1987: Cram, Lehn, Pedersen ·
1988: Deisenhofer, Huber, Michel ·
1989: Altman, Cech ·
1990: Corey ·
1991: Ernst ·
1992: Marcus ·
1993: Mullis, Smith ·
1994: Olah ·
1995: Crutzen, Molina, Rowland ·
1996: Curl, Kroto, Smalley ·
1997: Boyer, Walker, Skou ·
1998: Kohn, Pople ·
1999: Zewail ·
2000: Heeger, MacDiarmid, Shirakawa ·
2001: Knowles, Noyori, Sharpless ·
2002: Fenn, Tanaka, Wüthrich ·
2003: Agre, MacKinnon ·
2004: Ciechanover, Hershko, Rose ·
2005: Grubbs, Schrock, Chauvin ·
2006: Kornberg ·
2007: Ertl ·
2008: Shimomura, Chalfie, Tsien ·
2009: Steitz, Yonath, Ramakrishnan ·
2010: Heck, Negishi, Suzuki ·
2011: Shechtman ·
2012: Kobilka, Lefkowitz ·
2013: Karplus, Levitt, Warshel ·
2014: Betzig, Hell, Moerner ·
2015: Lindahl, Modrich, Sancar ·
2016: Sauvage, Stoddart, Feringa ·
2017: Dubochet, Frank, Henderson · 
2018: Arnold, Winter, Smith ·   
2019: Goodenough, Whittingham, Yoshino ·
2020: Charpentier, Doudna ·
2021: List, MacMillan ·
2022: Bertozzi, Meldal, Sharpless ·
2023: Bawendi, Brus, Jekimov ·
2024: Baker, Hassabis, Jumper